# Lingmoor Fell
Lingmoor Fell es una estiva (prado de montaña) en el Distrito de los Lagos inglés, situado a ocho kilómetros al oeste de Ambleside, en la región de Cumbria al noroeste de Inglaterra. La estiva logra una altura modesta de 469 m y divide los valles de Great Langdale y Little Langdale. El nombre de la estiva tiene su origen en la vieja palabra nórdica Old Norse, la partícula lyng significando “cubierta de plumas”. La cima de la estiva se llama en algunos mapas Brown How.

## Topografía
A pesar de que  está rodeada por estivas más elevadas Lingmoor Fell se distingue claramente y está separada de otras cadenas montañosas en la región dándole a la elevación una prominencia topográfica singular y haciéndola un cerro solo accesible por dos de sus lados, en virtud de los peñascos que la rodean que la vuelven infranqueable por sus otros costados.

## Geología
El área de la cima está formada principalmente por mineral andesítico.

## Galería

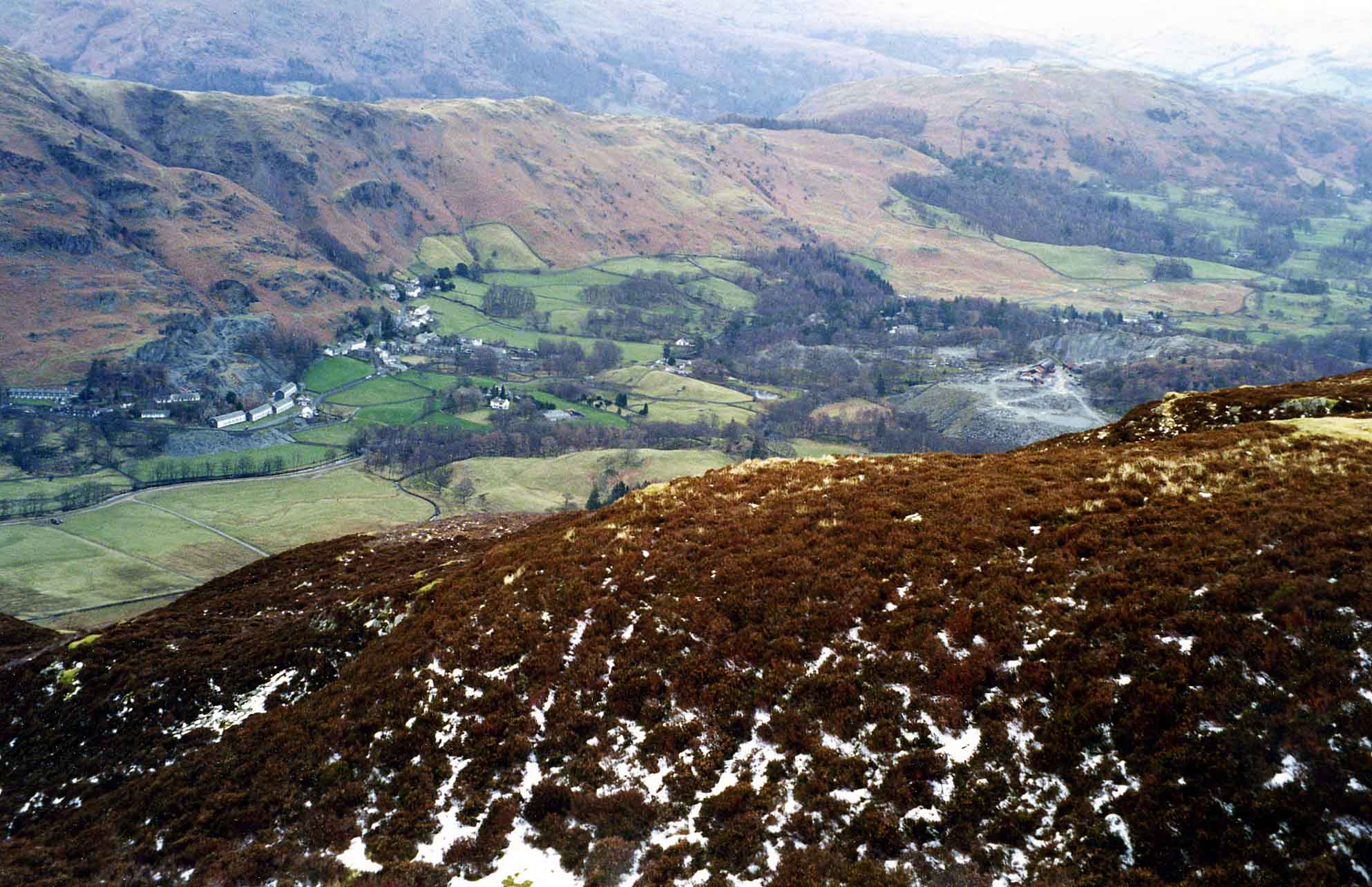
Mirando NE de la cumbre de Lingmoor (estiva) hacia la Capilla Stile y hacia la cantera de Burlington en Grand Langdale.
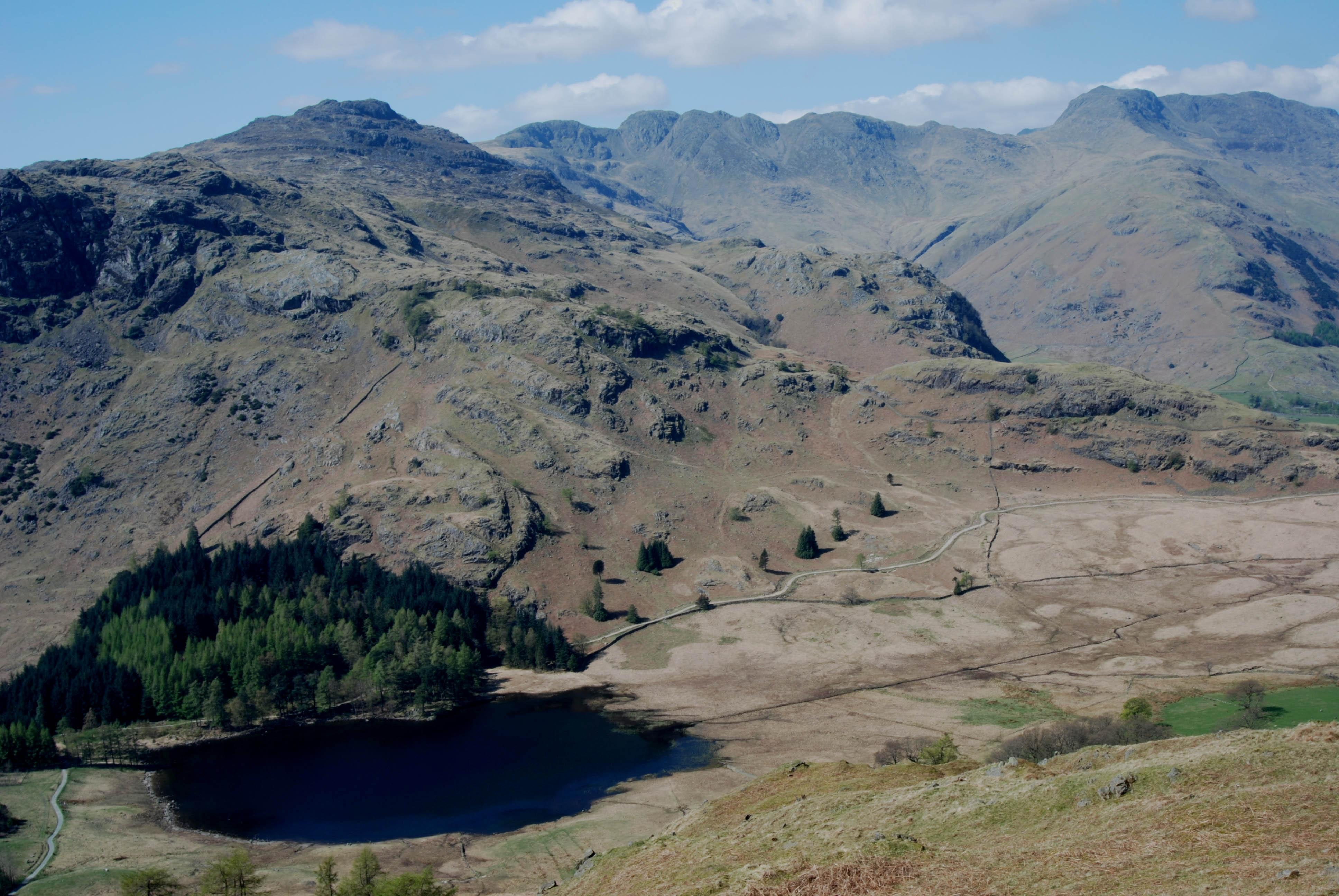
Blea Tarn desde la estiva de Lingmoor